# كورنيلون
كورينيلون هي مدينة من مدن هايتي، تقع في دائرة كروكس ديس بوكيتس في الإدارة الغربية، يبلغ عدد سكانها 54,254 نسمة وذلك حسب إحصائيات سنة 2009. تبلغ مساحتها 223.34 كم².